# Чашникская равнина
Чашникская равнина — физико-географический район (равнина), расположенный на юге Белорусского Поозерья. Занимает частично Бешенковичский, Сенненский, Чашникский районы Витебской области. На севере граничит с Полоцкой низменностью, на востоке с Витебской возвышенностью и Лучосской низиной, на юге с Оршанской возвышенностью, на юго-западе и западе с Верхнеберезинской низиной и Ушачско-Лепельской возвышенностью.

Чашникская равнина (1977)

Протяжённость с запада на восток от 40 км до 72 км, с севера на юг от 30 км до 70 км, площадь 2,5 тыс. км². Высоты 140—160 м, наивысшая точка 192 м над уровнем моря (в южной части равнины).
В формировании равнины участвовали ледники пяти оледенений, наибольшее влияние сделали ледники двух последних оледенений. Почвы преимущественно дерново-подзолистые и дерново-подзолистые заболоченные.
Полезные ископаемые: легкоплавкие глины, песчано-гравийный материал, торф, сапропель.
Реки относятся к бассейну Западной Двины: Улла с притоками Усвейка, Свечанка, Лукомка; Кривинка с Берёзкой; Оболянка. Много озёр, наибольшие Жеринское, Соро, Сенно, Берёзовское.